# Disseminazione (metrologia)
L'Istituto Metrologico Italiano (INRIM) realizza e mantiene i campioni di misura e ne garantisce la riferibilità al SI attraverso i confronti internazionali con gli altri istituti di metrologia.
La disseminazione è quell'attività dell'istituto che consente di diffondere le grandezze del SI ai centri di taratura e, successivamente, alle attività svolte mediante gli strumenti tarati dai laboratori.
La catena metrologica è il procedimento mediante il quale si realizza la disseminazione e consiste in una serie di tarature che segue questo schema: campione nazionale - campione di prima linea dei centri di taratura - strumento di misura.